# Dihydrofolatreduktase
Dihydrofolatreduktase (DHFR), auch Dihydrofolsäure-Reduktase, heißen Enzyme, die Folsäure zu Dihydrofolsäure (DHF) und DHF zu Tetrahydrofolsäure (THF) hydrieren. Diese Reaktionen aktivieren das Vitamin Folsäure und sind unentbehrlich für die Nukleotid-Biosynthese in allen Lebewesen. Beim Menschen kommt DHFR in allen Gewebetypen vor. Mutationen am DHFR-Gen können Dihydrofolat-Reduktase-Mangel, und dieser eine megaloblastäre Anämie verursachen.
Die DHFR in Protozoen und manchen Pflanzen ist ein Doppelenzym, das zusätzlich die Funktion der Thymidylatsynthase hat; aufgrund dieser strukturellen Eigenheit ist die protozoische DHFR Target bei der Entwicklung von Antibiotika, z. B. gegen den Malariaerreger Plasmodium falciparum oder Kryptosporidien.

## Katalysierte Reaktionen

Die Dihydrofolsäure-Reduktase katalysiert unter NADPH-Verbrauch die Reduktion von 7,8-Dihydrofolat zu Tetrahydrofolat. Das Enzym kann beispielsweise durch Methotrexat kompetitiv inhibiert werden.

7,8-Dihydrofolsäure wird mit NADPH als Elektronendonor zu Tetrahydrofolsäure reduziert (s. Abb.). Außerdem kann Folsäure zu DHF reduziert werden; diese Reaktion läuft jedoch langsamer ab.

## Weitere Funktionen
Die Anwesenheit von DHFR in Endothelzellen ist ausschlaggebend für die Funktion von Tetrahydrobiopterin in der NO-Synthase.

## Regulation und Hemmung
DHFR ist ein ausgiebig untersuchtes Enzym, das als Target für die Chemotherapie und bei anderen Krankheiten gilt. Das Enzym kann durch Folsäure-Antagonisten wie Methotrexat, Aminopterin oder Trimethoprim kompetitiv gehemmt werden. Die Hemmung bewirkt einen Mangel an Tetrahydrofolsäure, wodurch die Thymin-Synthese (Thymidylat-Synthase benötigt THF) sowie die Purinsynthese (Aufbau des Puringrundkörpers) verhindert wird, woraufhin die Zelle abstirbt.